# Bathytyphlops
Bathytyphlops is een geslacht van straalvinnige vissen uit de familie van netoogvissen (Ipnopidae). Het geslacht is voor het eerst wetenschappelijk beschreven in 1957 door Nybelin.

## Soorten
- Bathytyphlops marionae Mead, 1958
- Bathytyphlops sewelli (Norman, 1939)